# Mora-Örvattnet
Mora-Örvattnet är en sjö i Skellefteå kommun i Västerbotten och ingår i Bureälvens huvudavrinningsområde. Sjön har en area på 0,192 kvadratkilometer och ligger 117,1 meter över havet.

## Delavrinningsområde
Mora-Örvattnet ingår i det delavrinningsområde (716514-173503) som SMHI kallar för Utloppet av Burträsket. Medelhöjden är 99 meter över havet och ytan är 40,62 kvadratkilometer. Räknas de 45 avrinningsområdena uppströms in blir den ackumulerade arean 444,94 kvadratkilometer. Avrinningsområdets utflöde Bureälven mynnar i havet. Avrinningsområdet består mestadels av skog (47 procent). Avrinningsområdet har 13,07 kvadratkilometer vattenytor vilket ger det en sjöprocent på 32,2 procent. Bebyggelsen i området täcker en yta av 0,83 kvadratkilometer eller 2 procent av avrinningsområdet.